# Rommy
Rommy (ofte stavet som på engelsk, rummy, og i Danmark bedre kendt som "500") er et kortspil for to eller flere personer, hvori man bruger et spil kort med almindeligvis tre jokere. Spillet går ud på at samle "stik"; serier af mindst tre kort som passer sammen (enten ved at have samme numeriske værdi, eller ved at være fortløbende "talrækker" indenfor samme kulør). Desuden kan man blandt sine "stik" lægge ekstra kort der passer sammen med enten egne eller andre deltageres "stik", og derigennem opnå ekstra points.

Spillet slutter, når det lykkes en deltager at komme af med alle sine kort i form af stik og "lukke spillet". Herefter tælles points op ved hjælp af et pointsystem, hvor stik på bordet regnes positivt, mens de spillere der har kort på hånden, når spillet slutter, må trække points fra for disse kort.

Almindeligvis aftaler man at spille så mange spil som ovenfor beskrevet, at én af deltagerne når op over en vis grænse, i Danmark stort set altid 500 points hvorfor spillet kaldes "500" i Danmark. Reglerne beskrevet herunder er også netop for den Danske version, altså kort spillet "500" og de er ikke magen til reglerne for nogle af de former der findes af de engelske versioner af rummy.

## Reglerne for Rommy/500

### Kortgivning
Ved spillets start trækker man lod, eller bliver enige om hvem der giver kort. Der skal normalt flere spil til for at "nå op" på 500 points, så man kan enten lade rollen som kortgiver "gå på omgang", eller bruge en regel om at vinderen fra sidste spil giver kort til det efterfølgende spil.

Vedkommende blander kortbunken og deler syv kort ud til hver deltager, lægger de tiloversblevne kort i en bunke midt på bordet med bagsiden opad, og "vender" det øverste kort, dvs. lægger det ved siden af kortbunken med forsiden opad så alle kan se det.

### Spillets gang
Man spiller "efter tur" – er der mere end to deltagere, går "turen" almindeligvis med uret rundt om bordet – første deltager er den spiller der sidder umiddelbart til venstre for kortgiveren.

Den spiller hvis tur det er skal starte sin "tur" med én af følgende tre handlinger: Man kan...
- Tage ét kort fra toppen af den bunke der ligger med bagsiden opad,
- Tage ét kort fra toppen af den bunke der ligger med forsiden opad, eller
- Tage bunken op. Dvs man tager alle de kort der ligger med forsiden opad (gælder kun hvis der er mere end et kort i bunken). Gør man dette, skal man have alle kortene fra denne bunke med (man kan ikke nøjes med en del af dem), og man skal kunne lægge et stik frem umiddelbart derefter. Kan man ikke det, trækkes 50 points fra når runden gøres op (mere herom senere i artiklen). Af denne grund gælder også reglen at hvis en spiller kommer til at kigge i bunken, om det er et uheld eller ej, trækkes 25 points fra når runden gøres op

Man må ikke lægge ned i første runde, og derfor heller ikke tage bunken op, før alle har afsluttet deres første tur. Så indtil da, har hver spiller kun de første to muligheder nævnt herover
Spilleren afslutter sin tur ved at aflevere et af sine kort til bunken midt på bordet, hvor forsiderne vender opad (eller den tomme plads, hvis spilleren netop har taget hele bunken op). Hvis man trækker det synlige kort op, i stedet for et nyt fra bunken, så skal man lægge et andet tilbage.
Efter første runde er færdig, må spilleren, hvis tur det er, lægge stik ned. Dette gøres mellem handlingen med at trække kort og afslutningen, hvor der lægges et kort retur til bunken. Man kan lægge et stik ned, hvis man har tre eller flere kort der passer sammen som et stik. Disse stik lægges frem på bordpladsen umiddelbart foran spilleren så alle kan se det. Spillerens nedlagte kort skal ligge klart adskilt fra de andre deltageres nedlagte kort og fra kortbunkerne midt på bordet. Hvis andre spillere allerede har lagt kort ned, må man også gerne lægge kort til de andres nedlagte kort, uanset om man selv har lagt hele stik ned eller ej.

### Stik
Et stik er mindst tre (men gerne flere) kort som "passer sammen" indbyrdes på en af to måder:
- De kan have tre på hinanden følgende talværdier, f.eks. klør 9, klør 10 og klør knægt (konge-es-2 er også et gyldigt stik, så alle 13 talværdier er knyttet sammen "i ring"). I princippet kan sådan et stik være op til alle 13 i en farve.
- De kan have samme talværdi, f.eks. hjerter 8, spar 8 og ruder 8. (Her er maks naturligvis fire, hvis man også har klør 8).

### Lægge kort til stik
Når deltagerne er begyndt at lægge stik ned, forekommer det, at en af de øvrige spillere enten har, eller undervejs modtager (typisk fra bunken med bagsiden opad, eller ved at trække hele bunken op) et kort som passer til et af de fremlagte stik, f.eks. en klør 8 der passer til stik-eksemplet med klør 9, 10, knægt. Sådanne kort kan man lægge frem blandt sine egne stik, ved samme lejligheder som man lægger sine egne stik frem. I det nævnte tilfælde kunne kør 8 dog også lægges til de tre andre 8ere. Den spiller der lægger dette kort skal så gøre opmærksom på hvilken serie hans kort ligger til. Det har stor betydning da, en med klør 7 kun kan lægge den til, hvis klør 8 er lagt til klør 9 frem for de tre andre 8ere. Andre spillere kan nemlig igen lægge videre til de kort andre har lagt til, så det er ikke kun til fulde stik man kan lægge til.

### "Rommy!"-situationen
Hvis en uopmærksom deltager kommer til at aflevere et kort til bunken med forsiden opad, som ellers kunne lægges til et eksisterende stik, kan man tilegne sig dette kort ved at være den første der siger "Rommy!" og gør opmærksom på sammenhængen. Den der er hurtigst, får kortet til sin samling og man kan straks lægge dette kort ned blandt de kort man har på bordet. Hvis der bliver sagt Rommy uden der var rommy trækkes der 50 point fra. Lægger man et stik ned og et kort i bunken,  gælder rommy reglerne ligeså.

### Tage bunken op
Hvis man vælge at trække bunken op, tager man ofte en chance, hvis man har brug for noget man tror ligger nederst i bunken. Man må som nævnt ikke kigge i bunken (det koster 25 minus point med det samme). Reglen er at hvis man trækker bunken op, skal man kunne lægge et stik ned, tre kort der hører sammen, og altså ikke bare tre kort der lægges til andres stik! Og mindst et af de tre kort, skal komme fra de tildækkede kort i bunken. Det øverste kort, som man kunne have trukket op, uden at tage hele bunken med, er ikke nok. Og at have et fuldt stik klar på hånden er heller ikke nok. Hvis man ikke kan opfylde reglen om at lægge sådan et stik ned, så får man minus 50 point. Evt. minus point fra fejl med bunken, trækkes fra ved slutningen af runden.

At trække bunken op er ofte en stor fordel, da man tit kan lave mange stik på en gang. Men husker man forkert, og tager en chance, så kan man blive straffet hårdt, også selvom man kan lægge et enkelt stik ned og undgå de 50 straf point. For de kort man sider med på hånden når en spiller lukker runden, tæller som minus point.

### Jokere
Jokere kan bruges som "stedfortræder" for ethvert andet kort: Har man f.eks. en joker samt ruder 6 og ruder 8, kan man bruge jokeren i rollen som ruder 7 og derved få et stik ud af det.

Hvis en anden deltager enten allerede sidder med ruder 7 eller får kortet på hånden senere så har vedkommende spiller ret til at få byttet sin ruder 7 for den fleksible (og point-mæssig "dyre") joker. Dette kan dog først gøres når det bliver denne spillers tur. Man giver så det relevante kort til den, der har lagt jokeren ned, og dette kort tager jokerens plads på bordet, og den aktive spiller får jokeren op på hånden.
Jokere kan kun erstatte et kort i hvert stik. Det vil sige at der skal være færre jokere end "normale" kort i hvert stik. Den kan dog godt lægges til andres stik, bare serien så af kort, stadigt har færre jokere end andre kort.
Da jokere givere flere point end de andre kort, er det godt at få dem ned på bordet, men ærgerligt at få dem byttet ud fra en der har det kort man lagde den ned som. Derfor er det en fordel, hvis man kan lægge jokeren ned så den repræsenterer et af den type kort der er mest værd, helst et es og ellers 10ere eller billedkort. Af samme grund er jokeren også farlig at gemme på hånden, da den så vil give mange minus point, hvis en anden spiller lukker spillet. Så frygten for at få den byttet ud, ved at lægge den ned tidligt, skal vejes op i mod risikoen for ikke kun mange minus point på hånden, men også færre point på bordet, hvis spillet bliver lukket overraskende hurtigt.

### Rundens afslutning
For at en spiller kan "lukke spillet", skal spileren afslutte sin tur med at have ét kort tilbage på hånden (efter evt. stik og kort er lagt ned) som spilleren til sidst lægger i bunken med bagsiden opad. Herefter gøres pointene op baseret på de kort der ligger på bordet og som de andre spillere har på hånden.

Hvis en spiller ender med at bruge alle sine kort til stik, f.eks. fordi han trækker den 3. 8er til de to han har, og dermed kun kan lægge alle 3 ned for at danne et stik, så kan spilleren ikke afslutte spillet denne runde ved at aflevere et "sidste kort" til bunken. I så fald fortsætter spillet en runde mere. Hvis turen igen når tilbage til den "kortløse" spiller, uden andre har lukket spillet, trækker vedkommende et kort fra bunken (dog må der ikke trækes fra side bunken)som normalt som enten kan lægges til et eksisterende stik (hvorved spilleren er i samme situation som før og spillet fortsætter en runde mere), eller lægges i bunken hvorved spillet "lukkes". Bemærk at der gerne må lukkes på “tomt” bord, dvs. at hvis der ingen kort ligger og en spiller kan lukke spillet, kan dette gøres.

### Pointsystem
Når en deltager har "lukket" spillet, tæller hver deltager sine kort op efter et pointsystem, hvor kategorier af kort tildeles bestemte pointtal:
- Kort med tal-værdier fra 2 til 9 giver 5 point hver – uanset tallene på kortene
- 10'ere samt billedkort (knægt, dame og konge) giver 10 point hver
- Esser giver 15 point
- Jokere giver 25 point

Kort der er lagt frem som stik eller som "tillæg" til stik, regnes positivt. Når en deltager har lukket spillet, sidder de øvrige almindeligvis tilbage med ét eller flere kort på hånden, og point-værdien af disse skal trækkes fra de evt. positivt point fra stikkene på bordet. Man kan derfor sagtens ende med at have et negativt point tal efter en runde.
Hvis en deltager undervejs i spillet har taget hele bunken af opadvendte kort uden at kunne lægge mindst et stik frem i samme tur, afregnes hver forseelse ved at der trækkes 50 point fra pågældende deltagers resultat. Og har man kigget i bunken, koster det 25 pr forseelse.
Pointene fra hver runde lægges sammen (og man kan godt have negativ total score), og hvis ingen har opnået 500 point endnu (nærmest umuligt på en runde) så startes en ny runde op. Efter en runde hvor en spiller er nået op over 500 point erklæres denne spiller for vinder. Ønskes det kan de andre spilleres placering afgøres ud fra antal point. Hvis mere end en spiller når over 500 i samme runde, vinder den der ender med flest point.

## Variationer
Ovenstående beskrivelse af spillet må betragtes som vejledende, idet der findes en række variationer i de regler man spiller efter i forskellige kredse.
- I nogle variationer gælder kun "talfølger" som stik: For eksempel er hjerter 7, 8 og 9 et stik, mens klør, ruder og hjerter konge ikke er det. Modsat er det i canasta (som grundlæggende er en rommy-variant tilsat træk fra bridge) alene sådanne "bomber", der kan lægges som stik.
- En alternativ udgave er at sidste kort lægges ud med billedsiden op ad Dette giver dog mulighed for en række ekstra regler. I så fald kan der laves regler for om man må lukke med et kort der kan lægges til. Og hvis det kunne bruges til at lukke med, om det så skal give en af de andre spillere en mulighed for at kalde Rommy.
- Nogen bruger regler om at den der rammer tættest på 500 vinder og andre aftaler andre regler for antal point, eller ser hvem der har flest point efter et bestemt antal spil i stedet.
- Almindeligvis plejer man at samle de kort der afleveres med forsiden opad, i én bunke – hvis man vil benytte sig af muligheden for at tage hele denne bunke, må man have en god hukommelse for hvad der er blevet "afleveret" af kort til denne bunke. Skal man f.eks. introducere begyndere for spillet, kan man evt. lægge de afleverede kort ud i en lang række så hele "indholdet" er synligt.